# 拉格蘭奇 (緬因州)
拉格蘭奇（英語：Lagrange）是一個位於美國緬因州佩諾布斯科特縣的鎮。

## 人口
根據2020年美國人口普查的數據，拉格蘭奇的面積為128.23平方千米，當中陸地面積為128.13平方千米，而水域面積為0.10平方千米。當地共有人口635人，而人口密度為每平方千米5人。